# Zaawansowana symulacja medyczna
Treść tego artykułu należy opracować w taki sposób, aby nie uwypuklała nadmiernie polskiej specyfiki / aby nie zawężała się tylko do polskich warunków
 Po wyeliminowaniu niedoskonałości należy usunąć szablon [[Szablon:Dopracować|]] z tego artykułu.
Zaawansowana symulacja medyczna – w odróżnieniu do symulacji w medycynie jest związana z nowym działem w edukacji medycznej i polega na zastosowaniu prostych trenażerów, skomputeryzowanych symulatorów pacjenta lub pacjentów standaryzowanych w symulowanych warunkach klinicznych lub wypadku.
Symulacja medyczna stosowana jest w kształceniu przed- i podyplomowym medycznym, pielęgniarskim, ratowników medycznych, jak i w wojsku.
Centrum Symulacji Medycznej przy ośrodku uniwersyteckim pełni również funkcję egzaminacyjną przed opuszczeniem uczelni przez studenta.

## Historia w Polsce
Docelowo przewidziane jest powstanie przy każdym ośrodku uniwersyteckim własnego Centrum Symulacji Medycznej.
Pierwszy egzemplarz symulatora pacjenta (amerykańskiej firmy METI) pojawił się na oddziale anestezjologii w Szpitalu Uniwersytetu Medycznego w Warszawie w 2009 roku.
Pierwsze Interdyscyplinarne Centrum Symulacji Medycznej powstało w 2010 roku w Poznaniu, oparte na urządzeniach firmy Laerdal. Centrum wyposażone jest w dwa pomieszczenia imitujące warunki szpitalne.
W 2012 roku oddano do użytku Centrum Symulacji Medycznej w Białymstoku.
24 września 2012 roku otwarto największe Centrum w Polsce – przy Śląskim Uniwersytecie Medycznym w Katowicach.